# Archidiocèse d'Armagh
Ne doit pas être confondu avec diocèse d'Armagh.
L'archidiocèse d'Armagh est l'un des quatre archidiocèses métropolitains de rite romain que compte l'île d'Irlande. Son titulaire siège à la cathédrale catholique Saint-Patrick d'Armagh et est reconnu comme étant primat d'Irlande. Il ne doit pas être confondu avec le diocèse homonyme de l'Église anglicane.

## Historique
Il a été créé en tant que diocèse en 445 par saint Patrick, et est à ce titre le plus ancien qui ait été constitué dans les îles Britanniques. Il fut élevé au rang d'archidiocèse en 1111 lors du synode de Ráth Breasail En 1152 après le synode de Kells-Mellifont son statut est confirmé avec comme suffragants: 
- le diocèse d'Ardagh,
- le diocèse de Clogher et Louth,
- le diocèse de Clonmacnoise,
- le Diocèse de Down et Connor,
- le diocèse de Derry et Maghera,
- le diocèse de Dromore créé en 1197,
- le diocèse de Raphoe,
- le diocèse de Meath et Clonard,
- le diocèse de Kilmore.

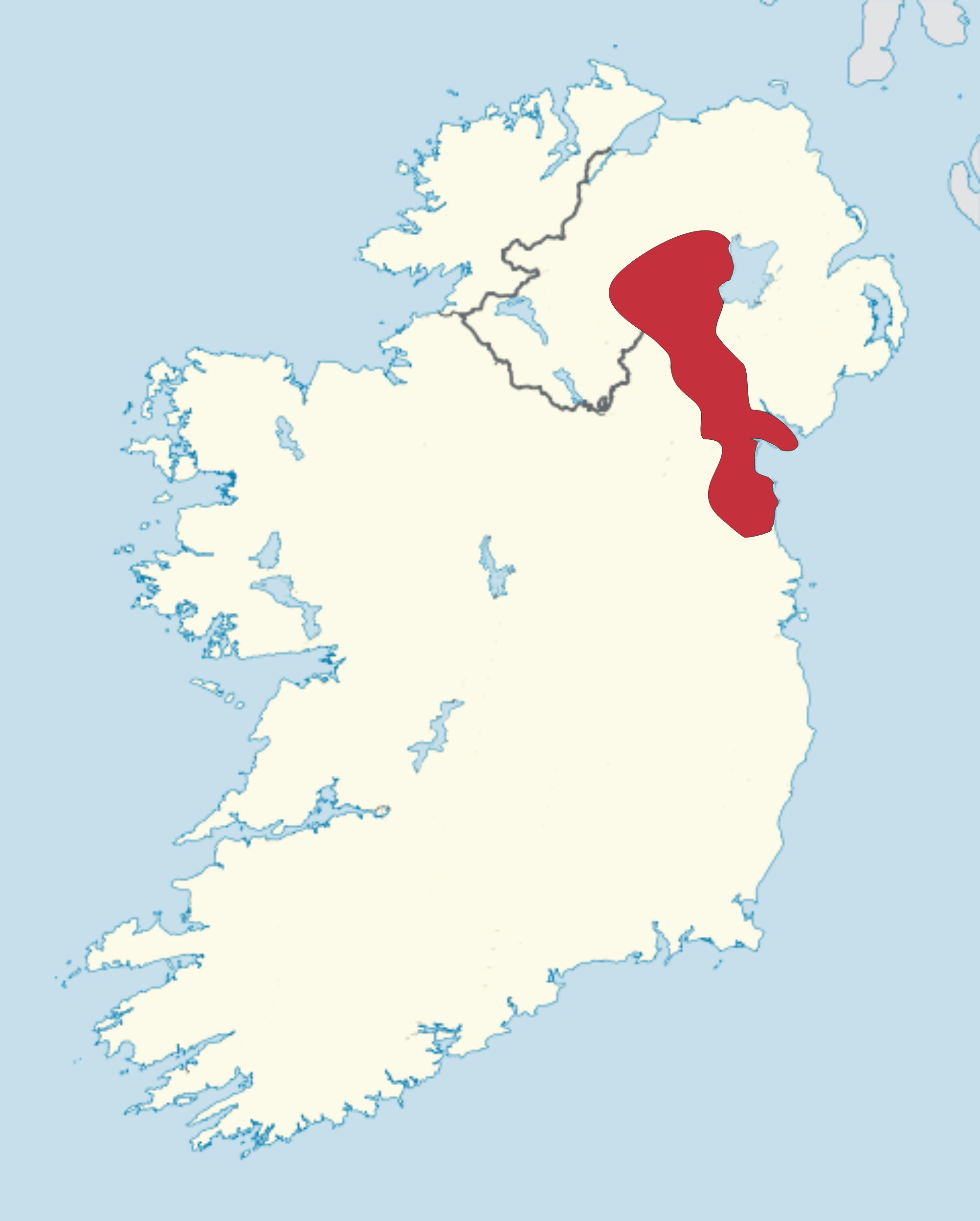
Localisation de l'archidiocèse d'Armagh en Irlande.
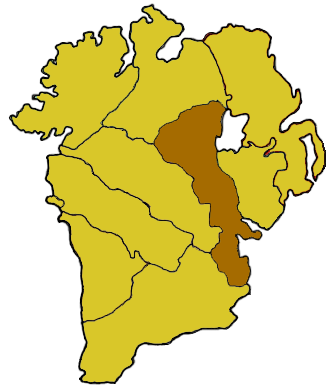
L'archidiocèse parmi la province ecclésiastique d'Armagh.

## Territoire
La province s'étend en grande partie sur le territoire britannique de l'Irlande du Nord avec les comtés d'Armagh, de Tyrone et de Londonderry, mais aussi sur le territoire de la république d'Irlande avec les comtés de Louth et de Meath.

## Églises importantes
L’église principale de d’archidiocèse est la cathédrale Saint-Patrick d’Armagh.
On trouve sur le territoire du diocèse l’église Saint-Pierre de Drogheda, qui abrite le sanctuaire Saint-Olivier-Plunket, que la Conférence des évêques catholiques irlandais a déclaré sanctuaire national.